# 아시아계 미국인
아시아계 미국인(영어: Asian American)은 미국에서 아시아인의 혈통을 가지고 태어난 사람을 말한다. 이들은 영어로 Asian American. 미국 인구조사국의 정의에 따르면 동아시아, 동남아시아, 남아시아(인도 아대륙) 출신의 미국인을 지칭한다.

## 같이 보기
- 한국계 미국인
- 일본계 미국인
- 중국계 미국인
- 몽골계 미국인
- 인도계 미국인
- 베트남계 미국인
- 필리핀계 미국인